# Ameropterus delicatulus
Ameropterus delicatulus är en insektsart som först beskrevs av Mclachlan 1871.  Ameropterus delicatulus ingår i släktet Ameropterus och familjen fjärilsländor. Inga underarter finns listade i Catalogue of Life.